# Pöndorf
Pöndorf è un comune austriaco di 2 339 abitanti nel distretto di Vöcklabruck, in Alta Austria.